# Ophiotreta larissae
Ophiotreta larissae is een slangster uit de familie Ophiacanthidae.
De wetenschappelijke naam van de soort werd in 1979 gepubliceerd door Alan N. Baker.